# 喬西萊鄉
44°49′N 27°14′E / 44.817°N 27.233°E
喬西萊鄉（羅馬尼亞語：Comuna Ciocile, Brăila），是羅馬尼亞的鄉份，位於該國東南部，由布勒伊拉縣負責管轄，面積77平方公里，海拔高度49米，2007年人口2,959，人口密度每平方公里38人。